# Jean-Pierre Filiu
Jean-Pierre Filiu, né le 19 décembre 1961 à Paris, est un historien et arabisant français.
Professeur des universités en histoire du Moyen-Orient à Sciences Po Paris, il y enseigne, entre autres, au sein de l'École des affaires internationales, après avoir été professeur invité aux États-Unis à l'université Columbia et à l'université de Georgetown. En tant que chercheur, il est rattaché au Centre de recherches internationales (CERI).
Diplomate de 1988 à 2006, il a à ce titre été membre de plusieurs cabinets ministériels.

## Biographie
Jean-Pierre Filiu est le fils d'un couple de professeurs, élevé à Amiens.

### Carrière
Diplômé en 1981 de Sciences Po Paris, il y soutient en 1985 une thèse de doctorat en histoire, sous la direction de Jean-Noël Jeanneney. Cette thèse, consacrée à « Mai 68 à l'ORTF », a depuis été publiée, avec le soutien de l'Institut national de l'audiovisuel.
Diplômé de l'Institut national des langues et civilisations orientales en arabe et chinois, il devient délégué de la Fédération internationale des droits de l'homme au Liban en pleine guerre civile. Il rédige en 1984 le premier rapport sur la tragédie des civils « disparus » dans le conflit libanais et il témoigne à ce sujet devant la Commission des droits de l'homme de l'ONU. Il est ensuite responsable en 1986 d'un projet humanitaire dans une zone d'Afghanistan tenue par la résistance anti-soviétique.
Conseiller des Affaires étrangères de 1988 à 2006, il a été en poste en Jordanie (premier secrétaire à l'ambassade de France), aux États-Unis en tant qu'attaché culturel, puis en Syrie (premier conseiller à l'ambassade de France) et enfin en Tunisie (ministre-conseiller à l'ambassade de France). Il a aussi été membre des cabinets du ministre de l'Intérieur Pierre Joxe (1990-1991), du même ministre à la Défense (1991-93) et du Premier ministre Lionel Jospin (2000-2002). Vincent Duclert, président de la Commission française d’historiens sur le rôle de la France au Rwanda, le cite dans son rapport de 2021 comme conseiller diplomatique de Pierre Joxe, ce « grand ministre », qui « ferraille avec l'Elysée pour essayer de modifier la gestion de crise ».
Il est depuis 2006 professeur à Sciences Po Paris. Il y obtient son habilitation à diriger des recherches (HDR) en 2008. Il est également chercheur au CERI.

### Publications
Ses travaux sur le jihadisme ou le millénarisme insistent sur la rupture entre cet extrémisme contemporain et la tradition islamique. Il insiste dès lors sur les mobilisations pacifistes des sociétés arabes, seules capables, comme en Algérie depuis le Hirak de 2019, de « désarmer un régime surarmé ».
Selon le journaliste Jean-Dominique Merchet, ses positions ont parfois été jugées comme « trop proches des insurgés syriens », ainsi que « trop irénique » sa présentation des révolutions arabes. Le politologue Gilles Kepel, en désaccord avec Jean-Pierre Filiu, le décrit quant à lui comme un « historien engagé ». Alain Frachon, commentant le même livre dans Le Monde, y voit au contraire un « acte d'accusation argumenté » de la « transformation dangereuse d'Israël » que Netanyahou « laissera dans l'histoire ». Frédéric Bobin qualifie, dans Le Monde, Filiu de « prolixe pédagogue des soubresauts du monde arabe », qui « veut rompre avec la sinistrose entourant les poussées émancipatrices dans cette région du monde ». 
Il rencontre le dessinateur David B. aux « Rendez vous de l’histoire de Blois » et de cette collaboration va naitre, en 2011, Les Meilleurs ennemis, un roman graphique en trois tomes portant sur les rapports entre États-Unis et Moyen-Orient. 
Enfin, il a écrit, en 2012, les paroles d'une chanson de Zebda sur la bande de Gaza, Une vie de moins. Ils s'étaient rencontrés en 1998 en Syrie sous la présidence d'Hafez el-Assad, où Filiu était diplomate, alors que Zebda donnait des concerts à Damas et Alep.

## Publications
- Mitterrand et la Palestine, Fayard, 2005
- Les Frontières du jihad, Fayard, 2006
- Mai 68 à l'ORTF, Nouveau Monde, 2008
- Jimi Hendrix, le gaucher magnifique, Mille et une nuits, 2008
- L'Apocalypse dans l'Islam, Fayard, 2008 (Grand prix des Rendez-vous de l'histoire)
- Les Neuf Vies d'Al-Qaida, Fayard 2009, réédition La véritable histoire d'Al-Qaïda, Pluriel Hachette, 2011
- Camaron, la révolution du flamenco, Mille et une nuits, 2010
- Les Meilleurs Ennemis - Une histoire des relations entre les États-Unis et le Moyen-Orient, avec David B., Futuropolis (roman graphique) :

1. Première partie 1783-1953, 2011.
2. Deuxième partie 1953-1984, 2014.
3. Troisième partie 1984-2013, 2016.

- La Révolution arabe : Dix leçons sur le soulèvement démocratique, Fayard, 2011 (prix Ailleurs 2012)
- Histoire de Gaza, Fayard, 2012[18]
- Le Nouveau Moyen-Orient, Fayard, 2013
- Le Printemps des Arabes, avec Cyrille Pomès, Futuropolis (roman graphique), 2013
- Je vous écris d'Alep, Denoël, 2013
- Histoire de Gaza, Fayard, 2015 (Palestine Book Award 2015)
- Les Arabes, leur destin et le nôtre, La Découverte, 2015 (prix Augustin-Thierry 2015)[19].
- Qui est Daech ?, avec Edgar Morin, Régis Debray, Gilles Kepel, Michel Onfray, Olivier Weber, Jean-Christophe Rufin et Tahar Ben Jelloun, Philippe Rey, 2015
- La Dame de Damas, avec Cyrille Pomès (roman graphique), Futuropolis, 2015
- Le miroir de Damas, La Découverte, 2017
- Généraux, gangsters et jihadistes : histoire de la contre-révolution arabe, La Découverte, 2018
- Main basse sur Israël : Netanyahou et la fin du rêve sioniste, La Découverte, 2019.
- Algérie, la nouvelle indépendance, Le Seuil, 2019.
- Le Milieu des mondes - Une histoire laïque du Moyen-Orient depuis 395, 384 pages, Le Seuil.
- Stupéfiant Moyen-Orient, une histoire de drogue, de pouvoir et de société, 224 pages, Le Seuil, 2023.
- Comment la Palestine fut perdue : Et pourquoi Israël n'a pas gagné. Histoire d'un conflit (XIXe – XXIe siècle), Le Seuil, 2024, 432 p. (ISBN 978-2-02-153833-5)[20].
- Un historien à Gaza, Paris, Les Arènes, 28 mai 2025, 203 p. (ISBN 1037513789)

## Prix
- Prix Paul-Bouteiller 2020 de l'Académie des sciences d'outre-mer pour Algérie, la nouvelle indépendance.